# Yndamiro Restano Díaz
Yndamiro Restano Díaz, né en 1948, est un journaliste cubain.
Bien qu'il se soit vu interdire le métier de journaliste en 1986, cet ancien de Radio Rebelde est le fondateur de l'association cubaine des journalistes indépendants, d'un groupe clandestin appelé le MAR (mouvement pour l'harmonie) qui édite La opinión, et le créateur (en 1998) de la première agence de journaliste indépendant à Cuba: l'Asociación de Periodistas Independientes de Cuba ou devenue en 1992 la Agencia de Prensa Independiente de Cuba (APIC) ou en anglais The Independent Press Bureau de Cuba (BPIC), et qui est toujours active.
Plusieurs fois arrêté, condamné à une peine d'emprisonnement de dix ans pour « rébellion » et poussé à l'exil (ce qu'il a toujours refusé), il devient lauréat de la plume d'or de la liberté remise par l'AMJ pour son agence de presse (l'APIC).